# Daniel Gibbs
Daniel Gibbs (ur. 8 stycznia 1968 w Sain-Martin) – polityk, Prezydent Rady Terytorialnej Saint-Martin od 14 kwietnia 2009 do 5 maja 2009 (jako pełniący obowiązki) i ponownie od 2 kwietnia 2017.
Daniel Gibbs jest politykiem francuskiego terytorium Saint-Martin. W latach 2008–2009 pełnił funkcję pierwszego prezydenta Rady Terytorialnej. 14 kwietnia 2009 został tymczasowym prezydentem Rady Terytorialnej (szef rządu) po tym, jak cztery dni wcześniej z tego stanowiska ustąpił Frantz Gumbs z powodu anulowania wyników wyborów prezydenta z sierpnia 2008. Gibbs pełnił funkcję prezydenta do czasu zorganizowania nowych wyborów. Wybory te, 5 maja 2009 wygrał ponownie Frantz Gumbs. Od 2012 do 2017 zasiadał we francuskim Zgromadzeniu Narodowym. Ponownie objął funkcję prezydenta z dniem 2 kwietnia 2017.